# کارشچینو
کارشچینو (به لهستانی:  Karścino) یک روستا در لهستان است که در گمینا کارلینو واقع شده‌است.
 کارشچینو  ۳۷۲ نفر جمعیت دارد.